# Dianchungosaurus
Dianchungosaurus es un género extinto de crocodilomorfo mesoeucrocodilio del Jurásico Inferior de China. Fue anteriormente considerado un dinosaurio, pero recientemente fue reclasificado como un mesoeucrocodilio por Paul Barrett y Xing Xu en 2005. Es probablemente el mismo animal que el género informal "Tianchungosaurus".
La especie tipo es D. lufengensis.

## Material
Dos especímenes fueron originalmente referidos a este taxón:
- IVPP V4735a (holotipo): un premaxilar aislado.
- IVPP V4735b (paratipo): huesos dentarios parciales izquierdo y derecho conjuntos, con dientes y el esplenial izquierdo.

Ambos restos fósiles provienen de la capa inferior de la formación Lufeng, en la provincia de Yunnan en China. Por lo tanto la edad del material es el Sinemuriano (principios del Jurásico).

## Sistemática
Originalmente clasificado por Yang en 1982 en la familia Heterodontosauridae, las afinidades de Dianchungosaurus lufengensis' fueron puestas en duda por algunos paleontólogos, quienes lo consideraron como un nomen dubium, pero fue hasta hace poco generalmente se lo consideraba un heterodontosáurido válido. En 2005, un artículo realizado por Barrett y Xu se enfocó en este problemático taxón y encontraron que sus especímenes formaban un hipodigma, una quimera paleontológica de animales diferentes. El holotipo, IVPP V4735a, fue reclasificado como un mesoeucrocodilio, mientras que el paratipo, IVPP V4735b, fue establecido como un prosaurópodo indeterminado.
Para mantener la estabilidad en la literatura, el holotipo retiene el nombre D. lufengensis, mientras que el paratipo espera por una descripción formal.